# Tupalus
Tupalus is een geslacht van wantsen uit de familie van de Alydidae (Kromsprietwantsen). Het geslacht werd voor het eerst wetenschappelijk beschreven door Stål in 1860.

## Soorten
Het genus bevat de volgende soorten:

- Tupalus arcuatus (Fabricius, 1798)
- Tupalus fasciatus (Dallas, 1852)
- Tupalus maculipes Göllner-Scheiding, 2000

Subgenus Neotupalus Göllner-Scheiding, 2000
- Tupalus maculatus Distant, 1901